# Gunung Tua Julu (Panyabungan)
Gunung Tua Julu is een bestuurslaag in het regentschap Mandailing Natal van de provincie Noord-Sumatra, Indonesië. Gunung Tua Julu telt 1701 inwoners (volkstelling 2010).